# Ficus eustephana
Ficus eustephana là một loài thực vật có hoa trong họ Moraceae. Loài này được Diels mô tả khoa học đầu tiên năm 1935.